# Псих-аут
«Псих-аут» (англ. Psych-Out) — кинофильм 1968 года, социальная драма американского режиссёра Ричарда Раша, иллюстрирующая некоторые события так называемого Лета любви 1967 года в Сан-Франциско, собравшего в районе Хейт-Эшбери более 100 тысяч представителей субкультуры хиппи. Важную роль в создании настроения фильма играют композиции рок-групп Strawberry Alarm Clock и The Seeds.

## Сюжет
1967 год. В Сан-Франциско приезжает молодая девушка Дженни Дэвис (Страсберг). Она совершенно глуха, но хорошо говорит и неплохо читает по губам. В баре она случайно знакомится с молодыми людьми, музыкантами, весело проводящими время в своей коммуне хиппи с традиционными атрибутами: «кислотой», алкоголем, свободной любовью. Выясняется, что девушка ищет старшего брата Стива, который много лет назад покинул дом и, судя по редким открыткам, так же исповедует модную молодёжную идеологию «детей цветов». Джени берёт под свою опеку неформальный лидер коммуны — Стоуни (Николсон). Вместе они начинают поиски Стива. Постепенно между молодыми людьми возникает чувство настоящей любви.
Вскоре они находят Стива Девиса (Дерн), который стал достаточно известным в своей среде художником и скульптором, но практически лишился рассудка от чрезмерного употребления наркотиков. Во время очередного кайфа Стив поджигает себя, спасти его не удаётся.
На очередной вечеринке Дженни позволяет себе лёгкий флирт с Дейвом — местным «гуру» и хранителем традиций хиппи. Он откровенно склоняет её к свободной любви. В двусмысленной ситуации их застаёт Стоуни и, уже давно тяготеющий к традиционным моногамным отношениям с Дженни, обвиняет её в измене. Девушка в отчаянии от несправедливой обиды принимает большую дозу алкоголя и наркотиков. Сознание, в котором ещё не стёрта боль от мучительной гибели брата, погружает её в пучину огня, где горят стены, асфальт, вода. Она приходит в себя на узкой разделительной полосе плотного скоростного потока автомобилей на мосту Golden Gate. От припаркованного у обочины автофургончика хиппи к ней пытаются прийти на помощь Стоуни, Дейв и Бен. Наконец, Дейву удаётся добраться до Дженни. Он спасает её, но сам гибнет под колёсами автомобиля.

## В ролях
- Сьюзан Страсберг — Дженни Девис
- Джек Николсон — Стоуни
- Дин Стоквелл — Дейв
- Брюс Дерн — Стив Девис, «Искатель»
- Адам Рорк — Бен

## Критика
- Портал «The Video Vacuum»: «Единственная причина, по которой стоит посмотреть этот фильм (если вы не старый хиппи, пытающийся вспомнить, что же такое происходило в шестидесятые) — это подбор актёров. Николсон выглядит достойно в главной роли, очень смешно даже просто видеть его с волосами, забранными в хвостик. Я утверждаю, что любой фильм, в котором показаны Николсон, Дерн и Стоквелл стоит посмотреть по крайней мере один раз»[1].
- Еженедельник «The Austin Chronicle» (Техас, США): «Сценарий отражает реальную глубину характеров, а талантливая образная операторская работа Ласло Ковача соответствует психоделическому воззрению шестидесятых»[2].
- Портал «DVD Drive-In»: «Конечно, сюжета маловато, но волнующая невероятная аура давно ушедшего времени вызовет у зрителя приятную дрожь. Почти нон-стоп слышна рок музыка „Strawberry Alarm Clock“ и „The Seeds“ (а вымышленная группа Джека Николсона пытается даже сделать плохую имитацию „Purple Haze“!). Наркотический трип Сьюзан Страсберг очень впечатляет большим количеством огненных трюков, резких кинематографических визуальных эффектов. Любопытно, что фильм не сколько превозносит коммуну детей любви, сколько рисует их ленивыми разгильдяями, которым давно пора подрасти и вернуться в жизнь»[3].

## Дополнительные факты
- В 1967 году съёмочная группа и актёры в соответствующих нарядах прибыли в район Хейт-Эшбери, Сан-Франциско для съёмок некоторых эпизодов фильма. Местные жители, опасаясь повторения прошедшего события Лета любви, встретили их так враждебно, что режиссёру пришлось нанимать Ангелов ада для охраны и поддержания мира[4].